# 北回帰線 (橋幸夫の曲)
『北回帰線』は、2002年12月4日に ビクターより発売された橋幸夫の169枚目のシングル（VICL-35453）である。CD（VICL-35453）とカセットテープ（VISL-30551）の2形式で発売された。

## 概要
- 楽曲制作は、還暦を目前にした橋が、「人生80年の時代、今50、60歳は再スタートの年代で...確固たる自覚を持って出直したい、そんな時自分自身の心境を、....魂を込めて歌いたい」として制作した。また「北回帰線とは、誰の中にもある、原点回帰という心の回帰線をイメージ」したとしている[2]。
- 作詞は長男の橋龍吾に依頼、この頃龍吾は芸能活動を中断して映画制作を行っており、自宅に戻っていた[3]。橋本人は作曲はするが、作詞は殆どせず、家族で楽曲制作する場合は、作詞は夫人の橋凡子が担当していた。
- 作曲は橋自身である（勅使原煌のペンネーム）。橋は作曲にあたっては、「歌手とは違う別の立場」[4]なのでペンネームを使用するケースが多い。初期には風間史郎を好んで使用したが、この頃は勅使原煌を使用していた。
- c/wは『ねぶた節』は、青森ねぶた祭をテーマにしたもので、この楽曲制作にあたっては、橋は龍吾とともに現地を訪問し祭を見学、そこで曲のイメージができたとしている。また青森山田学園の木村隆文理事長と出会い、レーディングに際して、お囃子に青森大学ねぶた囃子同好会の派遣などの協力をえている。またこの楽曲で、青森ねぶた大使に就任している[5]。
- c/w『竜飛抄～義経北帰行～』源義経をとりあげて、平泉を脱出したイメージで作られている。
- 全曲とも楽譜と歌詞がジャケットとは別に添付されている
- 編曲の庄司龍は、橋のアルバム『日本の歌（こころ）』でも全曲の編曲を担当しているほか、この後も橋のシングルで共演している。

## 収録曲
全曲とも、作詞： 橋龍吾、作曲：勅使原煌、編曲：庄司龍
1. 北回帰線
2. ねぶた節
3. 竜飛抄

## 共演
- 和笛・石笛　横澤和也
- 和太鼓・鼓　西川啓光
- 三味線　玄武（金沢有馬、椿正範）
- お囃子　青森大学ねぶた囃子同好会

## 収録アルバム
- 『橋幸夫全曲集 』（2003年11月26日）VICL-61251
  - c/w曲も含め全3曲とも収録
- 『橋幸夫ベスト～踊り唄～』（2008年11月19日）VICL-63156
  - c/wの『ねぶた節』も収録
- 『歌の架け橋～橋幸夫45周年記念』(2005年12月16日)VICL-61843～5

CD-BOXでは
- 芸能生活55周年記念BOX『橋幸夫ベスト100+カラオケ15』（2015年10月28日）VFD-10300/5 Disc2

## 関連サイト
- 青森ねぶた祭